# Neptis cyra
Neptis cyra är en fjärilsart som beskrevs av Felder 1863. Neptis cyra ingår i släktet Neptis och familjen praktfjärilar. Inga underarter finns listade i Catalogue of Life.